# داجمار هانسن
داجمار هانسن (بالدنماركية: Dagmar Hansen)‏ هي مغنية وعارضة وممثلة دانمركية، ولدت في 12 نوفمبر 1871 في الدنمارك، وتوفيت بنفس المكان في 13 أبريل 1959.

## وصلات خارجية
- داجمار هانسن على موقع IMDb (الإنجليزية)
- داجمار هانسن على موقع قاعدة بيانات الفيلم (الإنجليزية)